# Ingrid Boulting
Pour les articles homonymes, voir Boulting.
Ingrid Boulting, née dans le Transvaal en 1947  est une danseuse et un modèle, avant de se lancer dans une carrière d'actrice fin des années 1960. Elle joue notamment, en 1976, un des principaux rôles du film Le Dernier Nabab, d'Elia Kazan.  Elle disparaît ensuite des feux de la rampe, devient enseignante de yoga, réapparaît ponctuellement dans un film en 2006, mais c'est son souvenir dans le film d'Elia Kazan qui subsiste et intrigue.

## Eléments biographiques
Née en 1947, elle est la belle-fille d'un réalisateur et producteur anglais, Roy Boulting, avec qui sa mère, Enid Boulting, ancienne top-model sud-africaine, s'est remariée,, et la nièce des réalisateurs et producteurs britanniques John Boulting et Sydney Boulting (deux frères jumeaux).  Elle se lance dans une carrière artistique, initialement comme danseuse et modèle. En tant que modèle, elle incarne notamment une figure, devenue iconique, figurant sur des affiches des produits Biba Cosmetics. Ces affiches sont conçues en 1968 par l'artiste anglais Steve Thomas et photographiée par Sarah Moon pour le magasin Biba de Barbara Hulanicki à Londres..
Dans cette même période de la deuxième moitié des années 1960, elle est retenue dans différents castings  de films britanniques, avec des rôles significatifs : dans un film d'horreur, The Witches (titre français : Pacte avec le diable), de Cyril Frankel, sorti en 1966, puis dans une comédie, The Jokers, de Michael Winner, et dans un film du réalisateur Anthony Page, Inadmissible Evidence, sorti en 1968. Elle figure également dans les seconds rôles de la distribution d'un fim historique germano-italien, Kampf um Rom (titre en français : Pour la conquête de Rome ou Le dernier des Romains), sorti en deux épisodes en 1968 (avec Robert Siodmak aux manettes de la réalisation),, et en 1969 (réalisé par Sergiu Nicolaescu et Andrew Marton). Dans ce dernier film, les premiers rôles sont tenus notamment par Orson Welles, Laurence Harvey, Sylva Koscina et Honor Blackman.
Mais elle marque surtout les esprits en 1976, en interprétant un des premiers rôles dans Le Dernier Nabab, du réalisateur Elia Kazan, au milieu d'une distribution impressionnante (Robert De Niro, Tony Curtis, Robert Mitchum, Jeanne Moreau, Jack Nicholson, Donald Pleasence, Ray Milland, Dana Andrews, etc.). Le scénario est écrit par Harold Pinter et est basé sur un roman éponyme de F. Scott Fitzgerald. Il est produit par Sam Spiegel,,. Elle y incarne une femme qui résiste à un producteur de cinéma surdoué, un des hommes les plus puissants d'Hollywood. Cet homme, joué par De Niro, croit voir en elle le sosie parfait de sa femme décédée,,. Ce long métrage, le dernier réalisé par Elia Kazan, est un échec commercial lorsqu'il sort, mais s'impose progressivement comme un des plus beaux adieux au cinéma qui soit,,. Les premiers rôles du film sont des acteurs déjà très célèbres, sauf deux femmes : Theresa Russell, et Ingrid Boulting. Ce sont pourtant les deux interprétations que retient Vincent Canby, critique de cinéma du New York Times, dans un article de 1976, décrivant Ingrid Boulting comme une belle femme excentrique aux grands yeux, qui suggère parfaitement les qualités étranges et oniriques rendant fou De Niro. En France, le critique Jean de Baroncelli est plus nuancé, écrivant dans le journal Le Monde en 1977 : « Les rôles de Cecilia, la fille de Brady, et de Kathleen ont, en revanche, été réservés à deux inconnues, Theresa Russel et Ingrid Boulting. C'est naturellement cette dernière qui avait la tâche la plus difficile. Elle s'en acquitte avec une grâce très fitzgéraldienne, mais sans mystère ni rayonnement véritable ». Trente-sept ans plus tard, commentant le même film dans le même quotidien, Isabelle Regnier trouve l'interprétation d'Ingrid Boulting « parfaite ». 
Elle disparaît ensuite des écrans, et devient, quelques années plus tard, professeure de yoga à Ojai, en Californie. En 2006, elle réapparaît toutefois dans le film Conversations with God, de Stephen Deutsch, d'après l'œuvre éponyme de Neale Donald Walsch (s'inscrivant dans le mouvement New Age).

## Films
- 1966 : The Witches (créditée sous le nom d'Ingrid Brett)
- 1967 : The Jokers.
- 1968 : Inadmissible Evidence.
- 1968 : Pour la conquête de Rome I[6] (Kampf um Rom I - La calata dei Barbari) de Robert Siodmak : Julia
- 1969 : Pour la conquête de Rome II[16] (Kampf um Rom II - Der Verrat) de Robert Siodmak (comme Ingrid Brett) : Julia
- 1976 : The Last Tycoon[8],[10].
- 2006 : Conversations with God[15].